# 袋站 (熊本縣)
袋站（日语：／ Fukuro eki */?）是位於熊本縣水俁市袋，肥薩橙鐵道線的車站。車站編號為OR14。

## 歷史
- 1926年（大正15年）7月21日 - 鐵道省川内本線車站啟用。
- 1927年（昭和2年）10月17日 - 湯浦站至水俁站之間開業，八代站至川內站至鹿兒島站之間編入至鹿兒島本線。
- 1949年（昭和24年）6月1日 - 日本國有鐵道成立，成為國鐵車站。
- 1970年（昭和45年）9月1日  - 隨著引入CTC，車站成為無人車站。由水俁站管理。
- 1979年（昭和54年）3月27日  - 現時車站大樓竣工。
- 1987年（昭和62年）4月1日 - 伴隨國鐵分割民營化，車站由九州旅客鐵道（JR九州）營運。
- 2004年（平成16年）3月13日 - 九州新幹線鹿兒島中央站（當日由西鹿兒島站改名而成）至新八代站之間開業，使鹿兒島本線八代站至川內站之間的鐵路業務由肥薩橙鐵道繼承。

## 車站構造
車站是一座地面車站，設有2面2線的相對式月台。設有簡單車站大樓，為無人車站。
由於在九州新幹線開業後，此站會轉讓給第三部門鐵路營運，因此九州旅客鐵道（JR九州）時代末期的站名牌生鏽了卻不替換。與海浦站、湯浦站相同情況。
曾經在有人車站時段，車站設有木造車站大樓，而站前廣場設有由大型鋼筋混凝土製成的國鐵宿舍「水俁鐵道寮、第2水俁莊」。車站大樓在1979年拆毀，而宿舍在JR九州時代仍然存在，在肥薩橙鐵道接管後於2005年拆毀。現時宿舍變為停車場。
現時的簡單車站大樓是使用前國鐵熊本鐵道管理局內的標準設計，與肥後二見站使用同一規格。

### 月台
| 月台 | 路線          | 上下行 | 方向                   | 備註                  |
| ---- | ------------- | ------ | ---------------------- | --------------------- |
| 1    | ■肥薩橙鐵道線 | 下行   | 出水、阿久根、川內方向 |                       |
| 1・2 | ■肥薩橙鐵道線 | 上行   | 水俁、佐敷、八代方向   | 大部分列車使用1號月台 |

## 使用狀況
| 1日上下車人次變遷 | 1日上下車人次變遷 |
| 年度              | 1日平均人次       |
| ----------------- | ----------------- |
| 2011年            | 25                |
| 2012年            | 22                |
| 2013年            | 16                |
| 2014年            | 20                |

## 車站周邊
在車站南邊設有流向西北方的境川，古時該川為肥後國和薩摩國的國境。現時為熊本縣與鹿兒島縣的邊界。當列車經過境川鐵橋時，在山的一方可看到境橋（太鼓橋）。
- 綠色運動水俁（營地） - 步行20分鐘

## 巴士路線

### 袋站前巴士站
於站前的國道3號上。
- 南國交通（日语：南国交通出水営業所）
  - 出水站、出水巴士中心、高尾野站、野田鄉站、阿久根站、佐潟口
  - 出水站、出水巴士中心、出水本町
  - 米之津新町、水俁站前、水俁車廠

## 相鄰車站
肥薩橙鐵道
■肥薩橙鐵道線
■快速「超級橙」（只於星期六日運行）
通過
■快速「快速海洋快車薩摩」（只限4號停站）（只於星期六日運行）、■普通
水俁（OR13）－袋（OR14）－米之津（OR15）

## 注腳
1. 1 2  国土数値情報(駅別乗降客数データ)  （页面存档备份，存于） - 國土交通省、2018年3月21日參閲

## 外部連結
- 袋站（各站資訊）（页面存档备份，存于） - 肥薩橙鐵道